# Мечи Ульфберта
Мечи Ульфберта, так же известные как мечи «Ульфберт» — общее название более чем 170 образцов средневековых мечей, датированных между IX и XI столетиями. Отличаются высоким для Западной Европы раннего Средневековья качеством изготовления, а так же массовостью и единообразием клейм +VLFBRHT+ на клинке.

## Описание
Меч — каролингского типа, прямой, обоюдоострый, как правило, с прямой недлинной гардой. Бо́льшая часть относится к типу Х по типологии Оукшотта. Большинство имеет геометрический узор в дополнение к надписи. Примечательно, что наиболее поздний из датированных «Ульфбертов» в дополнение к обычному клейму имеет надпись «Именем Господним» («in nomine domini», +IINIOMINEDMN в оригинале). Основным внешним индикатором данного типа клинка является клеймо +VLFBERHT+, выполненное железной, а чаще — демаскированной проволокой, в горячем виде инкрустированной в верхнюю треть дола клинка на обеих его сторонах.
Надпись выполнена латинским капитальным шрифтом и располагалась в верхней трети дола меча. Обычно её длина составляла 14—16 см. В готовом виде меча надпись ярко выделялась на фоне клинка. На поверхность навершия и перекрестья наматывался большой объём проволоки из красной меди и латуни, нередко со включением серебряных полос. В результате на свету рукоять переливалась, придавая оружию «мерцающий» вид.
В отличие от современных данному типу европейских мечей, сделанных по технологии «ложного Дамаска», «Ульфберт» изготовлен из тигельной стали с высоким содержанием углерода — до 1,2 %. Нередки находки данного типа мечей с нехарактерным для него узором, покрывающим рукоять и гарду, что вероятно, говорит об экспорте клинков в третьи страны.

## История исследований

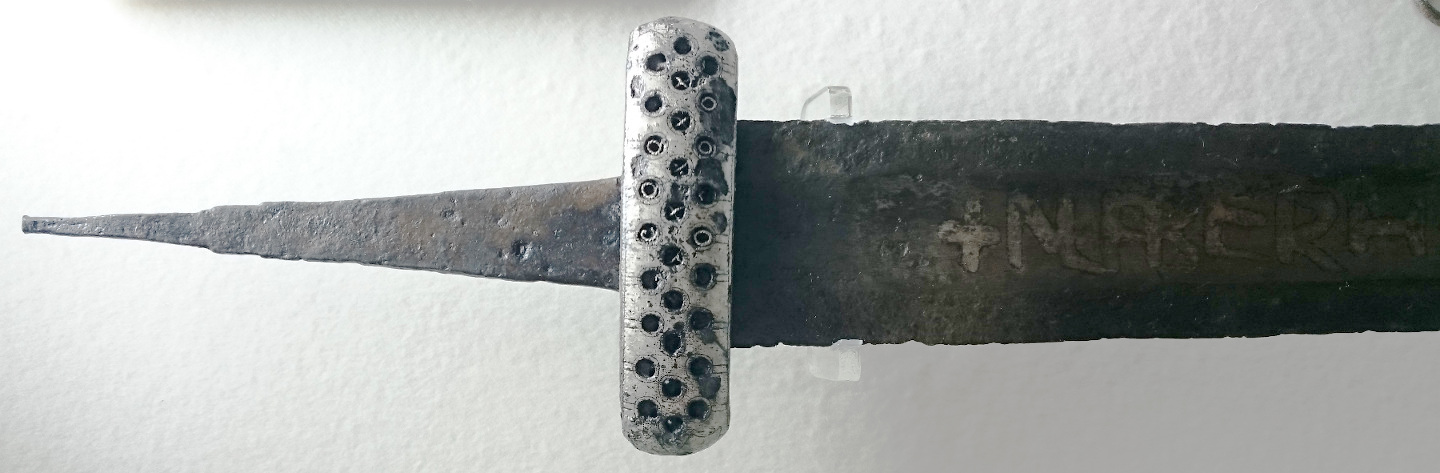
Один из трёх мечей «Ульфберт», найденных на территории Волжской Булгарии. На рукояти сохранились остатки проволоки из серебра

Несмотря на то, что большая часть «Ульфбертов» найдена в Северной Европе, их регионом происхождения, судя по всему, является Австразия. Оттуда мечи продавались по всей Европе, вплоть до Волжской Булгарии. По состоянию на 1997 год, на территории современной Российской Федерации и Украины найдено двадцать подобных мечей. Бо́льшая же часть найдена на территории Скандинавии, что в некоторой степени объясняется языческим скандинавским погребальным обрядом, в котором меч владельца часто имел немаловажную роль. Согласно теории А. Н. Кирпичникова, мечи как экспортировались партиями, так и продавались профессиональным воинам, например — норманнам.
По мнению ряда исследователей, вероятно имя «Ульфберт», изначально принадлежащее кузнецу-мастеру, в итоге закрепилось за массовым продуктом, который производило несколько поколений кузнецов его семьи. Известно так же некоторое количество подражаний, с выполненными в похожем стиле надписями. Как правило, они идентифицируются по более низкому содержанию углерода, в пределах 0,5—0,7 %. Однако встречаются и крайне качественные по меркам Средневековой Европы подражания, например, псевдо-«Ульфберт» из частной коллекции с твёрдостью до 450 единиц по Виккерсу, сделанный из стали с содержданием углерода до 1 %В 1990-х годах группой исследователей, в которую входили, в частности, А. Стальсберг и А. Н. Кирпичников, были проведены исследования фондов скандинавских музеев. В результате комплексного исследования при помощи стереосьёмки, рентгена и иных методов удалось выявить ещё сорок семь ранее неизвестных мечей с нераспознанными ранее фирменными клеймами «Ульфберт» в дополнение к ста тридцати двум ранее известным .
Содержание углерода во всех образцах неоднородно и колеблется в пределах 0,7—1,2 %,3 в зависимости от образца и исследуемой детали. Твёрдость грани лезвия достигает 470 единиц по Виккерсу, однако ближе к сердцевине падает до 355. Встречаются и экземпляры с дефектами, чья твёрдость достигает лишь 256 единиц, согласно Алану Уильямсу, в данных случаях вероятен перегрев заготовки вследствие ошибки кузнеца или подделка. Необычная для Европы технология заставляет некоторых исследователей полагать импортное происхождение металла для «Ульфбертов», возможно — Персия или Индия.